# Чентурионе II Дзаккария
Чентурионе II Дзаккариа (итал. Centurione II Zaccaria, ум. 1432) — последний князь Ахейский в 1404—1430 годах, выходец из знатного генуэзского купеческого рода, утвердившегося в Морее.

## Биография
Чентурионе был сыном Андроника Асеня Дзаккариа и внуком Чентурионе I Дзаккариа. В 1402 году он унаследовал от отца баронию Аркадия.
Несмотря на свою молодость, Чентурионе рано проявил себя амбициозным человеком и в 1404 году сверг свою тётю Марию II Дзаккариа с престола Ахейского княжества. Для этого он заручился поддержкой сюзерена Ахайи — неаполитанского короля Владислава, уплатив ему 3 тысячи дукатов — долг Педро де Сан Суперана, покойного мужа Марии. Затем Чентурионе укрепил своё положение женитьбой на Креусе, дочери Леонардо II Токко, синьора Закинфа, чьи владения на тот момент включали Левкаду, Кефалонию и часть Эпира и западного Пелопоннеса. Чентурионе также сделал своего брата Стефана латинским Архиепископом Патр.
Тем не менее, Чентурионе быстро рассорился с новой роднёй. Король Неаполя Владислав освободил кузена его жены Карло I Токко, герцога Левкады, от уплаты дани, и тот в союзе с Феодором I Палеологом, деспотом Мореи, пошел войной на Ахейю, захватив Гларенцу, главный порт княжества, в 1408 году. Брат Чентурионе Стефан отказался от архиепископства в пользу венецианцев. Чентурионе и сам был вынужден вступить в союз с венецианцами и Юстинианом, синьором Хиоса, и 12 июля 1414 года, при помощи албанских наемников, отбил порт. В качестве вознаграждения за помощь Чентурионе подарил Гларенцу и Пилос семье Джустиниани из Генуи.
После этого в течение трех лет Чентурионе не имел возможности получить помощь из Генуи, находившейся под давлением герцога Милана и Арагонского королевства. В 1417 году имперская армия деспота Мореи Феодора II Палеолога и императора Иоанна VIII, вторглась в Ахейское княжество. Имперцы заняли Мессению и Элиду и вынудили Чентурионе весной 1418 года бежать из Гларенцы морем. Вскоре пали Патры. Лишь при посредничестве занимавших Наварино венецианцев удалось достичь перемирия.
После этого под властью Чентурионе осталось лишь несколько крепостей и барония Халандрица. В 1429 году Фома Палеолог осадил Чентурионе в Халандрице и вынудил его дать согласие на брак Фомы с его дочерью Екатериной, что делало Фому наследником Ахейского княжества. Чентурионе было позволено сохранить свои родовые земли — баронство Аркадия. Туда он и удалился после заключения брака Катерины и Фомы в 1430 году. Чентурионе умер примерно два года спустя. Его земли были поделены между Морейским деспотатом и Византией.
У Чентурионе также был внебрачный сын Иоанн Асень Дзаккария, впоследствии ставший вождём нескольких восстаний в Морейском деспотате.